# Scelio howardi
Scelio howardi är en stekelart som beskrevs av Crawford 1910. Scelio howardi ingår i släktet Scelio och familjen Scelionidae. Inga underarter finns listade i Catalogue of Life.